# Централен Калимантан
Централен Калимантан е една от провинциите на Индонезия. Населението ѝ е 2 490 178 жители (по преброяване от май 2015 г.), а има площ от 153 565 кв. км.
Населението между 2000 и 2010 г. е нараствало с малко над 2% годишно. Намира се в часова зона UTC+7. Религоизният ѝ състав през 2010 г. е: 69,7% мюсюлмани, 16,4% протестанти и други. Провинцията е разделена административно на 1 град и 13 регентства.